# レバノン系ブラジル人
レバノン系ブラジル人（ポルトガル語: Libanês Brasileiro）とは、先祖にレバノン人が存在するブラジル人、もしくはレバノンで生まれてブラジルに移民した人物のことである。
わずかでも先祖にレバノン系の人物がいると推定されるブラジル人の人口は600万から700万人に上ると見積もられており、これはレバノンの総人口よりも多い。
このようなレバノン系の先祖を持つブラジル人の多くはポルトガル語を使用しており、アラビア語の話者は極わずかとなっている。
レバノンやシリアからのブラジル移民が始まった時期は19世紀の後半である。20世紀に入って更に多くなり、サンパウロ州に集中したがミナスジェライス州やゴイアス州、リオデジャネイロ州そしてブラジルの他の地域にも広がった。
その多くがキリスト教徒だったとされるが、1970年代以降多くのムスリムも移住した。
レバノン系アラブ人の文化は、ブラジルの文化の様々な側面に影響を与えている。ブラジルの大都市でレバノン料理のレストランを容易に見つけることができるし、スフィーア、フムス、キベー、タイーナ、タブーレ、アルワなどは、ブラジル人にとって良く知られた料理である。 
多くのレバノン系ブラジル移民は、広大な国土を放浪し、織物や衣服を売り、新しい市場を開く商人として働いた。その子孫たちであるレバノン系ブラジル人は、ブラジルの社会に良く統合されている。重要な政治家、ビジネスマン、芸術家、作家といった多くの重要なブラジル人の中にレバノン系の人物が存在する。

## 著名な人物
- カルロス・ゴーン - 日産自動車元会長、三菱自動車元会長、ルノー元会長

## 脚註
1. ↑  Lebanese in Brazil